# 姬路日之本短期大学
姬路日之本短期大学（日语：／ Himeji Hinomoto Tanki Daigaku *），简称日之短（ひのたん），是一所位于日本兵库县姬路市香寺町的私立短期大学。

## 概要

### 简介
- 学校最早可以追溯到1893年[2]。短期大学为于1974年开办[2]、由学校法人日之本学园经营、来源于新教。

### 历史
- 1974年 日之本学园短期大学成立并同时设置英语科和幼儿教育科[2]。
- 1997年 改校名为姬路日之本短期大学。英语科变更为英美语文化学科[2]。
- 1999年 开始招収男学生于幼儿教育科[2]。英美语文化学科招生最后。
- 2001年 今年10月30日英美语文化学科正式停办。

### 宪章
- 请参看姬路日之本短期大学的标志 （日語） 2013年12月5日阅览。

## 学校环境
- 校区：在兵库县姬路市香寺町

## 历任校长
- 池田武弘：现在短期大学校长[3]

## 组织

### 学科
- 幼儿教育科

### 前学科
- 英美语文化学科[注 1][注 2]

### 专科
| - 没有 |

### 业余课程
| - 没有 |

### 附属学校
| - 幼儿园：成立于1978年 |

### 附属机关
| - 幼儿教育中心 |

## 相关链接
- 日本短期大学列表